# Chrysomantis congica
Chrysomantis congica är en bönsyrseart som beskrevs av Scott LaGreca och Atilio Lombardo 1987. Chrysomantis congica ingår i släktet Chrysomantis och familjen Hymenopodidae. Inga underarter finns listade i Catalogue of Life.